# White River (Ontario)
White River es un municipio canadiense situado en la provincia de Ontario.

## Superficie
White River tiene una superficie de 95,55 km².

## Demografía
En 2021, tenía 557 habitantes, una densidad poblacional de 5,8 hab./km², y 333 viviendas.